# Regiunea Kédougou
Regiunea Kédougou este o unitate administrativă de gradul I a Senegalului. Reședința sa este orașul Kédougou. S-a format in anul 2008, prin scindarea regiunii Tambacounda.